# Cumminsiella
Cumminsiella is een geslacht van roesten uit de familie Pucciniaceae. De typesoort is Cumminsiella sanguinea.

## Soorten
Volgen Index Fungorum telt dit geslacht zeven soorten (peildatum augustus 2023):
| Soortnaam                             | Auteur(s)                 | Publicatiejaar |
| ------------------------------------- | ------------------------- | -------------- |
| Cumminsiella antarctica               | (Speg.) J.W. Baxter       | 1958           |
| Cumminsiella sanguinea (Mahonieroest) | (Peck) Arthur             | 1933           |
| Cumminsiella santa                    | J.W. McCain & J.F. Hennen | 1982           |
| Cumminsiella standleyana              | Cummins                   | 1940           |
| Cumminsiella texana                   | (Holw. & Long) Arthur     | 1933           |
| Cumminsiella umbrosa                  | J.F. Hennen & Cummins     | 1973           |
| Cumminsiella wootoniana               | (Arthur) Arthur           | 1933           |

## Foto's

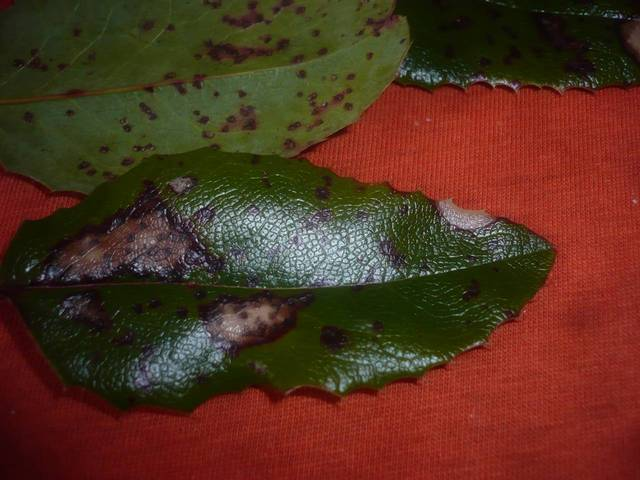
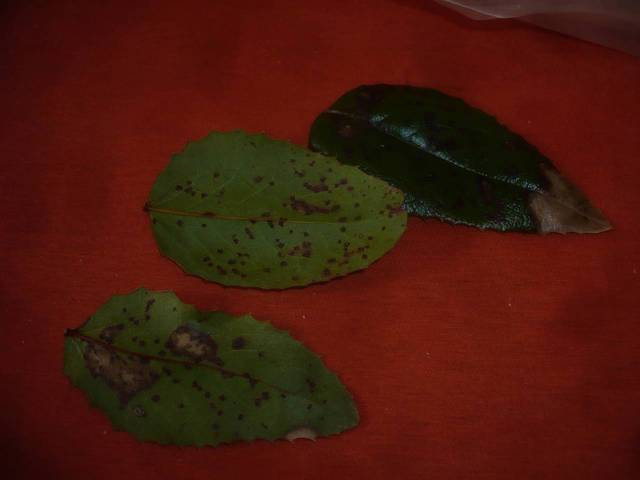
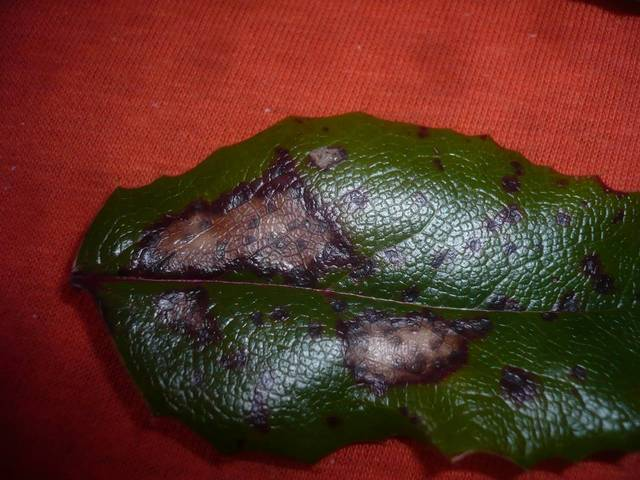